# Diastylopsis robusta
Diastylopsis robusta är en kräftdjursart som först beskrevs av John Todd Zimmer, och fick sitt nu gällande namn av  1902. Diastylopsis robusta ingår i släktet Diastylopsis och familjen Diastylidae. Inga underarter finns listade i Catalogue of Life.